# Kanasaari (ö i Södra Savolax, Nyslott, lat 62,09, long 28,73)
Kanasaari är en ö i Finland. Den ligger i sjön Enonvesi och i kommunen Nyslott i  landskapet Södra Savolax, i den sydöstra delen av landet, 290 km nordost om huvudstaden Helsingfors. Öns area är 1,3 hektar och dess största längd är 280 meter i öst-västlig riktning.